# Сёмин, Сергей Васильевич
Серге́й Васи́льевич Сёмин (7 [20] сентября 1917 — 15 сентября 1943) — советский офицер, участник советско-финской и Великой Отечественной войн, Герой Советского Союза (1940).

## Биография
Родился 7 (20) сентября 1917 года в деревне Алексеевка (ныне Тёпло-Огарёвского района Тульской области) в семье служащего. Русский. Образование неполное среднее. Работал в колхозе.
В РККА с 1938 года. Член ВКП(б) с 1940 года.
Участник советско-финской войны 1939-40 годов. С 6 декабря 1939 года по 27 февраля 1940 года командир орудия 7-го стрелкового полка 24-й стрелковой дивизии 7-й армии (Северо-Западный фронт) младший командир С. В. Сёмин отличился в боях на выборгском направлении. 6 декабря 1939 года в бою за хутор Вяйсянен расчёт его орудия подавил несколько огневых точек противника, а 23 декабря уничтожил большое число солдат и офицеров.
23 февраля 1940 года в боях под Карпийя расчёт орудия С. В. Сёмина уничтожил пулемётное гнездо и снайперский пост противника, а также расчистил в проволочном заграждении путь наступающей пехоте.
По воспоминаниям наводчика орудия Н. К. Шишкина, в одном из боёв финны прорвались к штабу полка, и хотя орудие было неисправно (не работал накатник), артиллеристы развернули его и открыли огонь по противнику, накатывая пушку вручную. За спасение штаба командир орудия младший командир С. В. Сёмин был представлен к званию Героя Советского Союза. В наградном листе с представлением С. В. Сёмина к званию Героя Советского Союза этот эпизод описан несколько иначе: «27 февраля 1940 года в бою на озере Муола-ярви белофинны открыли по нашим частям сильный миномётный, пулемётный и орудийный огонь. В этот напряжённый момент бесстрашный артиллерист Сёмин снова применил свой излюбленный и испытанный метод, несмотря на огонь, он выдвинул орудие вперёд и прямой наводкой уничтожил огневые точки белофиннов. Путь был свободен и пехота прошла на берег, занимая новые позиции».
Указом Президиума Верховного Совета СССР от 11 апреля 1940 года «за образцовое выполнение боевых заданий командования на фронте борьбы с финской белогвардейщиной и проявленные при этом отвагу и геройство» младшему командиру Сёмину Сергею Васильевичу присвоено звание Героя Советского Союза с вручением ордена Ленина и медали «Золотая Звезда» (№ 163).
С июня 1941 года воевал на фронтах Великой Отечественной войны. Окончил Ленинградское артиллерийское училище.
15 октября 1943 года командир артиллерийского дивизиона 705-го истребительно-противотанкового полка майор С. В. Сёмин погиб в бою под Ленинградом.

## Награды
- Медаль «Золотая Звезда» № 163 Героя Советского Союза (11 апреля 1940);
- орден Ленина (11 апреля 1940);
- орден Красной Звезды;
- медали.

## Память

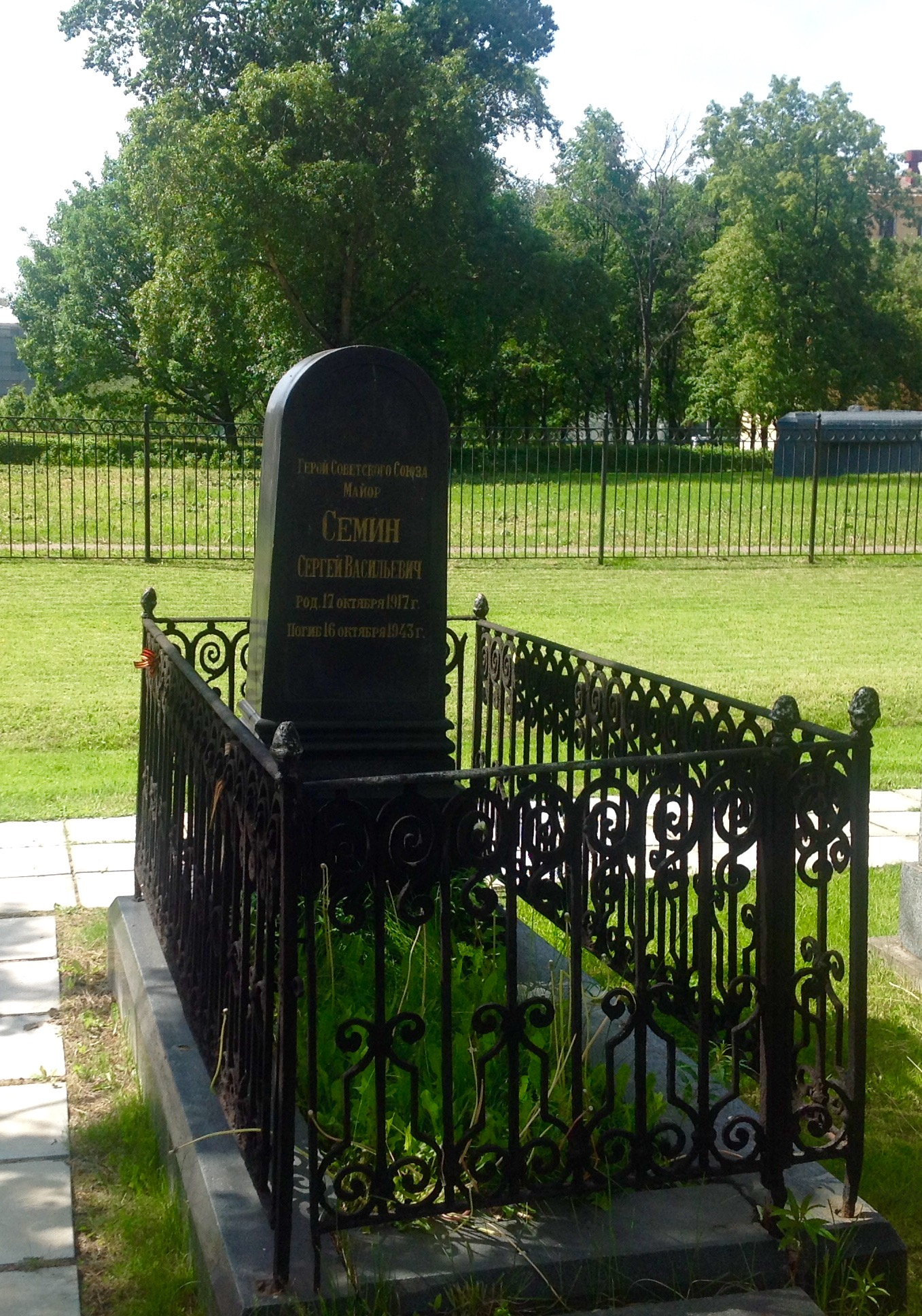
Памятник в Санкт-Петербурге на Чесменском кладбище. Июнь 2015.

Похоронен в Ленинграде (ныне Санкт-Петербург) на Чесменском кладбище.